# ناو هواپیمابر

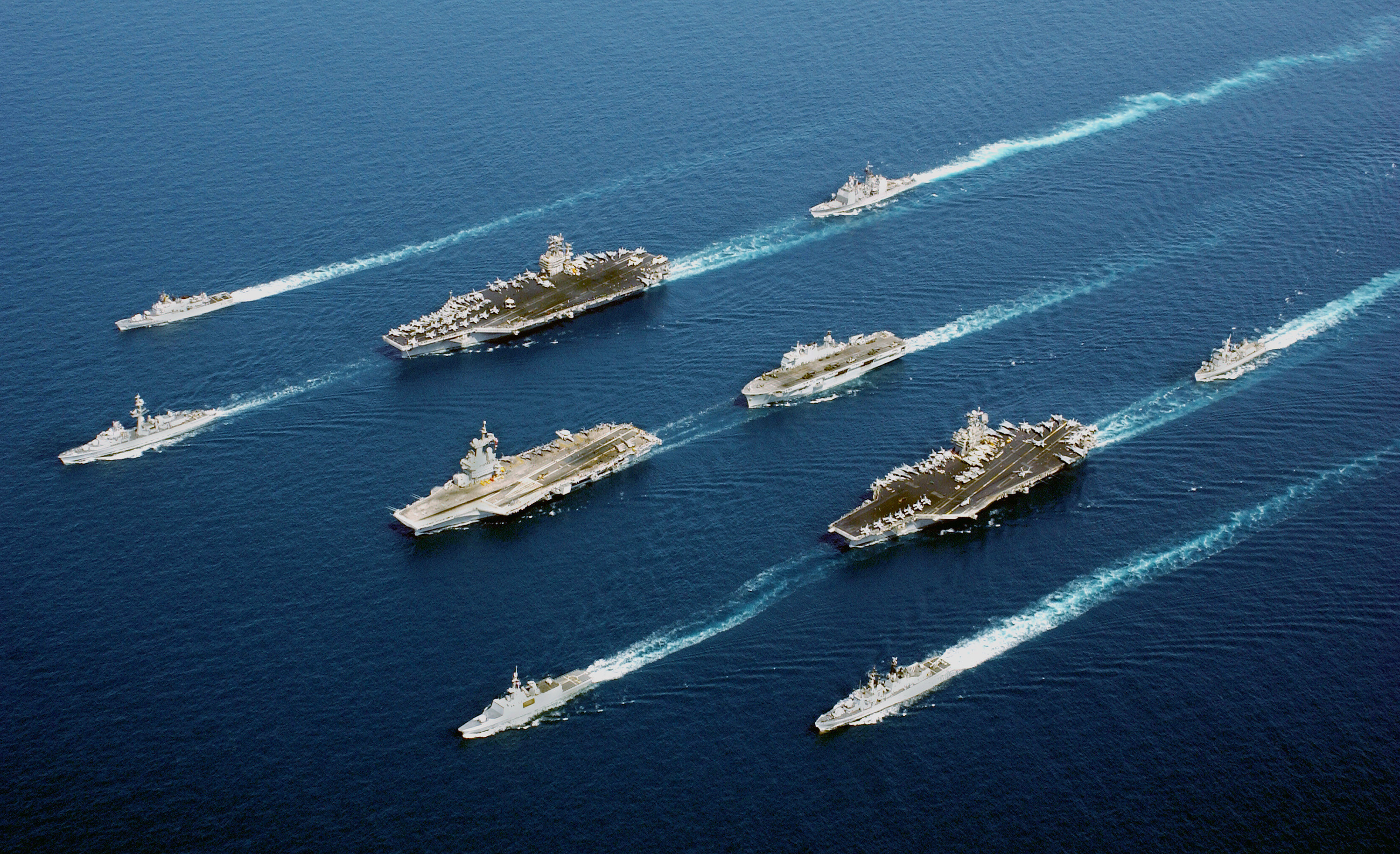
تصویری هوایی از سه ناو هواپیمابر پیشرفته یواس‌اس جان سی. استنیس، شارل دوگل، یواس‌اس جان اف. کندی (سی‌وی-۶۷) و ناو بالگرد بر اچ‌ام‌اس اوشن (ال۱۲) و کشتی‌های پشتیبانی در خلیج فارس (۲۰۰۲)

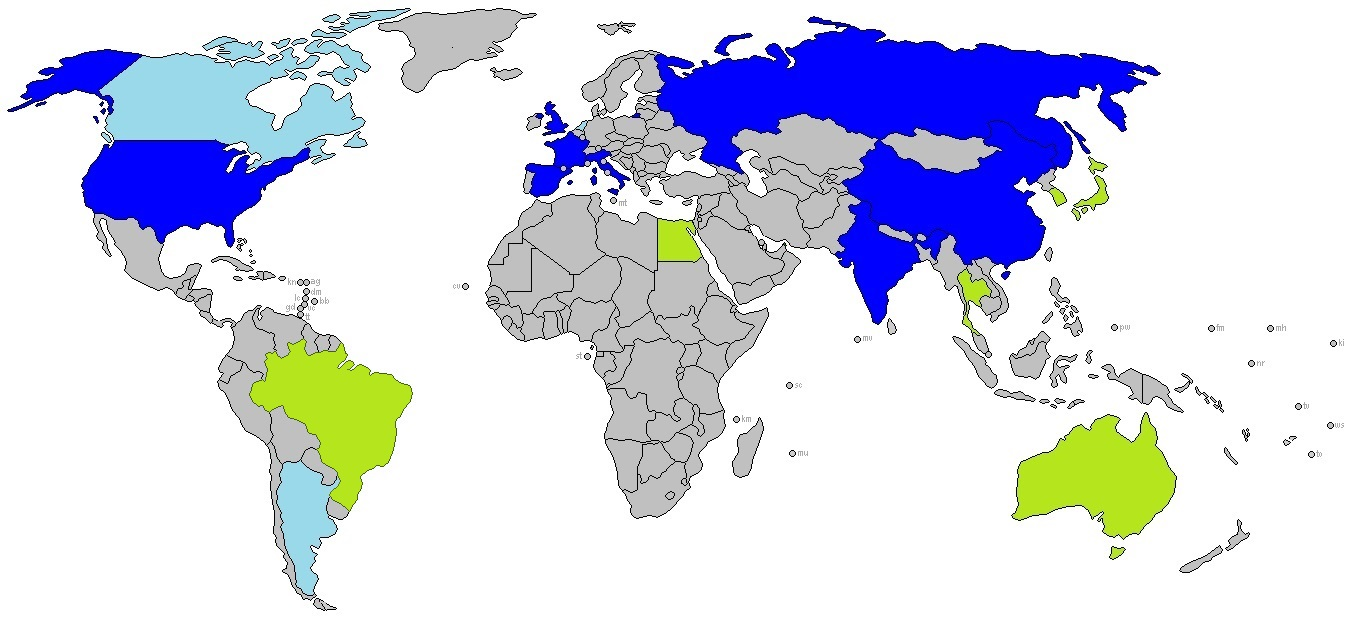
نقشهٔ کشورهای دارای ناو هواپیمابر؛ آبی پررنگ: دارندگان کنونی ناو هواپیمابر (۸ کشور)، سبز: دارندگان ناو بالگردبر (۶ کشور)، آبی کم‌رنگ: دارندگان پیشین ناو هواپیمابر (۴ کشور)

ناو هواپیمابر یک کشتی جنگی است که برای حمل کردن و پوشش دادن هواپیماها و بالگردهای جنگی طراحی شده است و به عنوان یک فرودگاه شناور عمل می‌کند، و این‌گونه هواپیماها می‌توانند بدون سوخت‌گیری و توقف، عملیات در مسافت‌های دور را انجام دهند. این قابلیت باعث می‌شود نیاز به پایگاه‌های هوایی کمتر شود چون یک ناوهواپیمابر می‌تواند نقش یک پایگاه متحرک را ایفا کند. ناوهای هواپیمابر آمریکا قادر هستند ۱۵ سال بدون توقف حرکت کنند.
ناوهای هواپیمابر آمریکایی و ناو هواپیمابر شارل دوگل فرانسوی‌ها از نیروگاه هسته‌ای برای تأمین انرژی مورد نیازشان استفاده می‌کنند که به آن‌ها اجازه می‌دهد مدت‌ها دور از آشیانه بی‌نیاز از سوخت‌گیری بمانند اما بقیه ناوها از سوخت‌های متعارف استفاده می‌کنند.
ناو هواپیمابر یک جنگ‌افزار بسیار گران‌قیمت است که بهای آن گاه تا ۴٫۵ میلیارد دلار و برای ناو جدید جرالد فورد آمریکا به ۱۳ میلیارد دلار می‌رسد. از این رو در سال ۲۰۲۱ تنها ۲۵ ناو هواپیمابر در حال فعالیت هستند که از این تعداد ۱۲ ناو متعلق به ایالات متحده آمریکا (۱۱ ناو فعال و ۱ ناو ذخیره) است. کشورهای ایتالیا، چین و هند هر کدام دارای دو فروند ناو هواپیمابر و هفت کشور، روسیه، بریتانیا، فرانسه، برزیل، تایلند و اسپانیا هر کدام یک ناو هواپیمابر در اختیار دارند.
در گذشته کشورهای ژاپن (۲۰ ناو)، کانادا (۳ ناو)، استرالیا، (۳ ناو)، آرژانتین (۲ ناو) و هلند (۱ ناو) صاحب ناو هواپیمابر بودند.
کشور ترکیه نیز در سال ۲۰۲۲ با به خدمت گرفتن ناو هواپیمابر تی‌سی‌جی آنادلو به جمع دارندگان ناو هواپیمابر پیوست.
سبک‌ترین ناو هواپیمابر فعال نیز ناو چاری ناروبت تایلند با ۱۱۴۰۰ تن و یکی دیگر از سنگین‌ترین ناو هواپیمابر، ناو دریادار کوزنتسف روس‌ها با ۵۵ هزار تن وزن است.
در اوایل سدهٔ ۲۱ ناوهای هواپیمابر در سرتاسر جهان گنجایش حمل ۱۰۰ هواپیما را داشتند.
ناوهای هواپیمابر معمولاً با چند کشتی دیگر به صورت گروهی حرکت می‌کنند. این کشتی‌ها می‌توانند تجهیزات پدافندی یا لوازم یدکی برای هواپیماها را تأمین کنند. معمولاً چند کشتی دیگر وظیفه محافظت از ناو اصلی را دارند مانند سامانه‌های پیش‌اخطار یا دفاع موشکی.

## عرشه پرواز

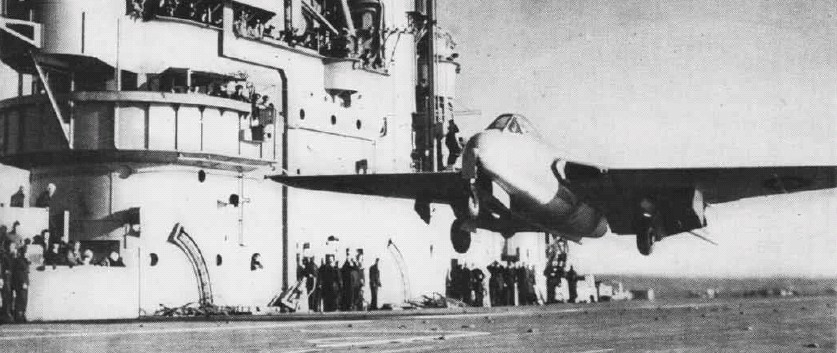
نخستین پرواز و فرود یک هواپیمای جت بر عرشه یک ناو هواپیمابر را جنگنده هاویلند ومپایر در دسامبر ۱۹۴۵ انجام داد.

عرشه پرواز ناوهای هواپیمابر به‌طور کلی به دو صورت کلی است:
نوع اول که توسط ایالات متحده آمریکا استفاده می‌شود به صورت زیر کار می‌کند:
بیشتر ناوهای موجود دارای عرشه تختی هستند که به عنوان محل فرود و پرواز هواپیماها عمل می‌کند.
هواپیماها برای به پرواز درآمدن باید به سرعت معینی برسند ولی باندهای پرواز در ناوهای
هواپیمابر به نسبت کوتاه هستند و این امکان را برای هواپیماها فراهم نمی‌آورند. از این رو
در ناوهای هواپیمابر از وسیله‌ای به نام منجنیق (به انگلیسی: Catapult) استفاده می‌شود. منجنیق‌ها که با موتور بخار کار می‌کنند به هواپیما شتاب لازم برای پرواز را می‌دهند. قدرت این منجنیق‌ها به قدری
است که در طول تنها ۲ ثانیه سرعت هواپیما را از ۰ به ۱۶۵ مایل در ساعت می‌رسانند.
این کار باعث می‌شود که هواپیما سرعت لازم برای پرواز را کسب کند
همچنین برای فرود آمدن هواپیمایی که ۱۵۰ مایل بر ساعت سرعت دارد مجهز به یک دم زنجیری
است که باید آن را به یکی از ۴ کابل موجود روی باند گیر بیندازد که بعد از ۹۶ متر مسافت متوقف می‌شود در ناوهای هواپیمابر، برعکس فرودگاه‌ها برای فرود آمدن هواپیما نباید
سرعت خود را به کمترین حالت برساند بلکه باید دارای سرعت کافی باشد که در صورت ناتوانی خلبان در درگیر کردن دم زنجیری و کابل‌ها هواپیما با سرعتش بتواند از سوی دیگر ناو دوباره به پرواز در آید به علت مشکل بودن این کار معمولاً از برجسته‌ترین خلبانان برای ناوهای هواپیمابر استفاده می‌شود.
نوع دوم ناوهای هواپیمابر که ایالات متحده از آن استفاده نمی‌کند به گونه‌ای طراحی شده است که به منجنیق نیازی ندارد. در عوض دارای یک سکوی پرواز است. این نوع ناوها بیشتر هواپیماهای عمودپرواز (VTOL) یا (STOVL) (هواپیماهایی که به صورت عمود فرود می‌آیند و با طی مسافت کمی پرواز می‌کنند) را حمل می‌کند.

## نسل جدید ناوهای هواپیمابر
ناو هواپیمابر فوق پیشرفته و ۱۳ میلیارد دلاری یواس‌اس جرالد آر. فورد (سی وی ان-۷۸) به طول ۳۳۷ متر، که نام خود را از سی و هشتمین رئیس‌جمهور ایالات متحده گرفته و از سال ۲۰۱۷ به خدمت نیروی دریایی ایالات متحده درآمده است، به عنوان نسل جدید ناوهای هواپیمابر ارتش ایالات متحده، به مرور جایگزین ناوهای کلاس نیمیتز خواهد شد. که از آن جمله ناو جان اف کندی " CVN-79 " (سال ورود: ۲۰۲۰): قرار است تا با ناو نیمیتز " CVN-68 " و ناو اینترپرایز " CVN-80 " (سال ورود: ۲۰۲۵): قرار است با ناو آیزنهاور " CVN-69 " جایگزین شوند.

## ساختار
ناوها کشتی‌های بزرگ و طویلی هستند، اگرچه بسته به نقش مورد نظر آنها و خدمه هواپیمایی آنها تنوع زیادی دارند. اندازه ناوها در طول تاریخ و در بین نیروهای دریایی متناسب با نقشهای مختلفی که اقلیم جهانی از ناوبری دریایی طلبیده است متفاوت بوده است.
صرف نظر از اندازه، خود کشتی باید جای کافی برای خدمه هواپیما و فضای لازم برای پرواز هواپیماها، نگهداری و تعمیرات آنها داشته باشد. همچنین فضا برای شمار زیاد خدمه، تجهیزات (غذا، مهمات، سوخت، قطعات مهندسی) و نیروی محرکه مورد نیاز است. ناوهای هواپیمابر ایالات متحده به دلیل داشتن راکتورهای هسته‌ای که نیروی لازم برای سیستم‌ها و نیروی محرکه آنها را تأمین می‌کند، قابل توجه هستند. این باعث می‌شود که ارتفاع ناو نسبتاً بلند باشد. بالای ناو هواپیمابر عرشه پرواز قرار دارد، جایی که هواپیماها پرواز می‌کنند و فرود می‌آیند. در سمت راست این عرشه جزیره واقع شده که دودکش، سیستم کنترل ترافیک هوایی و پل در آن قرار دارد.